# Exposición Especializada de Buenos Aires (2023)
La Expo 2023 fue el nombre que se le dio a una próxima exposición internacional reconocida por el Bureau International des Expositions que inicialmente estaba programada para celebrarse en 2023 en Buenos Aires, Argentina. El Bureau International des Expositions otorgó a Buenos Aires como sede el 15 de noviembre de 2017. En octubre de 2020, Argentina anunció la Expo no se llevaría a cabo como estaba previsto en 2023.

## Tema
La Exposición estaba centrada en el tema de la “Ciencia, Innovación, Arte y Creatividad para el Desarrollo Humano. Industrias creativas en la convergencia digital”  y habría tenido lugar entre el 15 de enero y el 15 de abril de 2023.

## Candidatura
Había otros dos candidatos para acoger la Exposición Especializada. Łódź, Polonia, presentó su candidatura con el tema “La ciudad re-inventada” el 15 de junio de 2016, y  Minnesota, EE. UU., que presentó su candidatura con el tema “Personas saludables, Planeta saludable: Salud y Bienestar para todos”. 
Durante la 162° Asamblea General del Bureau International des Expositions  (BIE) el 15 de noviembre de 2017, los  delegados de los 170 Estados miembros del BIE participaron en una votación secreta para escoger al ganador para organizar la Exposición Especializada. En la primera votación, tanto Buenos Aires  como Łódź  obtuvieron 46 votos, mientras que Minnesota obtuvo 25 votos (hubo 1 abstención). La ciudad de Minnesota  quedó eliminada y en la segunda votación, Buenos Aires  obtuvo 62 votos frente a los 56 de Łódź.